# Biserica Sfântul Nicolae din Pârteștii de Jos

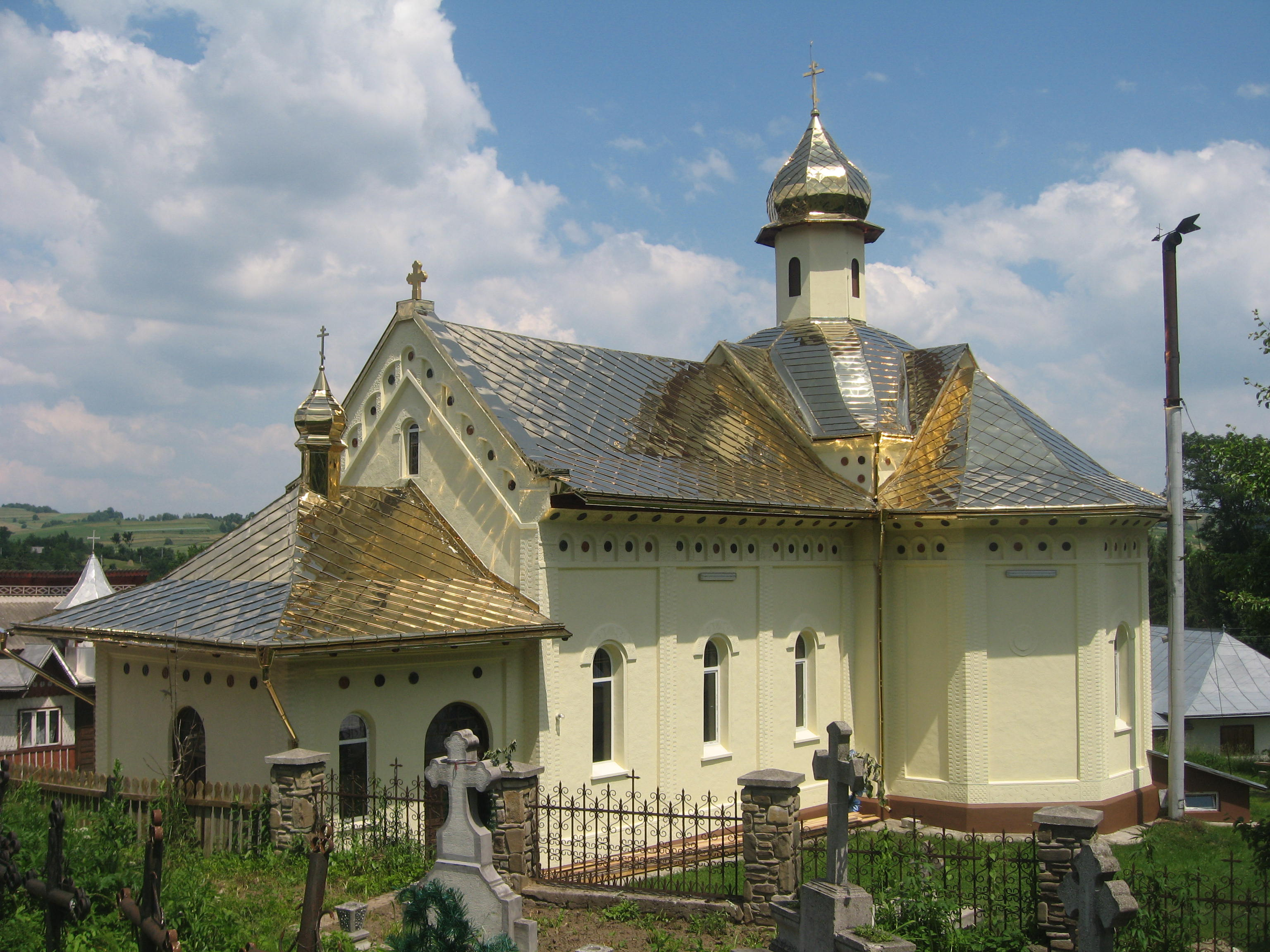
Biserica "Sf. Nicolae" din Pârteștii de Jos

Biserica "Sfântul Nicolae" din Pârteștii de Jos este o biserică ortodoxă construită în anul 1887 de către credincioșii ortodocși români din satul Pârteștii de Jos (comuna Pârteștii de Jos, județul Suceava). Ea se află situată în cimitirul localității.

## Istoric
Satul Pârteștii de Jos are o veche istorie. Prima atestare a acestei localități datează dintr-un document din 13 aprilie 1415 al domnitorului Alexandru cel Bun (1400-1432), ea fiind numită Pârtea, după stăpânul locului. În acel document, satul a fost dat în stăpânirea Mănăstirii Adormirea Maicii Domnului, ctitorită de Ioan, vornicul de la Humor ("...Și am dat Mănăstirii panului Ivan Vornic, Adormirea sfintei Născătoare de Dumnezeu, care este la Humor, un sat de la obârșia Solonețului, unde a fost Tatomir și Pârtea, și Seliștea lui Dieniș"). 
Într-un document din 18 februarie 1445, satul apare pentru prima oară cu denumirea de Pârtești. Stăpânirea localității de către mănăstirea sus-menționată a fost confirmată de domnitorii Petru Aron și Ștefan cel Mare. După jefuirea și distrugerea vechiului lăcaș de cult de către tătari (1527) și construirea unuia nou de către logofătul Toader Bubuiog (1530), o serie de alți domnitori vor confirma stăpânirea satului Pârtești de către Mănăstirea Humor.
În partea de jos a satului Pârtești, pe vale (astăzi satul Pârteștii de Jos), a fost construită o biserică de lemn cu hramul "Sf. Nicolae". Aceasta era în funcțiune în anul 1775, ea fiind construită înainte de ocuparea Bucovinei de către Imperiul Habsburgic. Această datare a bisericii pe la mijlocul secolului al XVIII-lea este susținută și de prezența câtorva cărți vechi românești în inventarul parohiei.  Această biserică de lemn (aflată în prezent la Humoreni) a fost inclusă pe Lista monumentelor istorice din județul Suceava din anul 2015 la numărul 279, având codul de clasificare cod LMI SV-II-m-B-05559. 
În anul 1779, în partea de sus a satului (astăzi satul Pârteștii de Sus), începea construirea unei biserici de lemn cu hramul "Sf. Arhangheli Mihail și Gavril", care a fost finalizată și sfințită la 8 septembrie 1780 de către episcopul Dosoftei Herescu al Rădăuților.  Și această biserică, împreună cu clopotnița ei, sunt incluse pe Lista monumentelor istorice din județul Suceava din anul 2015. 
În urma măsurii luate de austrieci de a anexa Bucovina la Galiția în 1786, satul Pârtești a fost împărțit în două sate: 
- Pârteștii de Jos - care cuprindea teritoriul aflat în partea de răsărit
- Pârteștii de Sus - care cuprindea teritoriul aflat în partea de apus, unde se afla cătunul Solonețul Pârteștiului

Ca urmare a creșterii numerice a locuitorilor satului, biserica de lemn din Pârteștii de Jos a devenit neîncăpătoare. Astfel, în anul 1887 s-a construit în cimitirul satului o biserică de zid cu același hram (Sf. Nicolae), ca și al bisericii de lemn. În anul 1892, biserica de lemn cu hramul "Sf. Nicolae" din Pârteștii de Jos a fost donată credincioșilor ortodocși din satul învecinat Liuzi Humoreni (comuna Comănești).  După aducerea ei acolo, i s-a schimbat hramul în cel al Sfinților Arhangheli Mihail și Gavriil. 
În anul 2010, biserica și turnul-clopotniță au fost acoperite cu învelitoare din tablă de inox, „bombardată cu particule de aur”. A fost acoperită cu această tablă acoperișul, crucile de pe turlele bisericii și ale clopotniței, dar și burlanele pentru scurgerea apei de ploaie. De asemenea, pereții exteriori au fost văruiți în culoarea galbenă (anterior erau de culoare albă).

## Arhitectura bisericii
Biserica "Sf. Nicolae" din Pârteștii de Jos are formă de cruce, cu abside laterale și absida altarului de formă pentagonală și cu o turlă octogonală de dimensiuni mici deasupra naosului. Acoperișul edificului are o învelitoare din tablă aurită. 
Interiorul bisericii este luminat prin 13 ferestre (câte una în pereții longitudinali ai pridvorului, câte două în pereții longitudinali ai pronaosului, câte una în pereții longitudinali ai naosului, câte una în absidele laterale ale naosului și trei în pereții altarului: una în axa absideil, una în peretele nordic și încă una în cel sudic). Lăcașul de cult este prevăzut cu trei uși, toate amplasate în pereții pridvorului (la nord, vest și sud). 
În interior, biserica este împărțită în patru încăperi: pridvor, pronaos, naos și altar. Pridvorul are o formă pătrată și este mai jos decât restul construcției, având pe acoperiș o turlă falsă. Din pridvor se intră în pronaos pe o ușă situată în peretele vestic al pronaosului. Naosul are două abside laterale de formă pentagonală în exterior și semicirculară în interior. Altarul are o absidă de formă pentagonală. 
Catapeteasma bisericii din Pârteștii de Jos este o operă de artă, icoanele fiind pictate de bucovineanul Epaminonda Bucevschi (1843-1891). 

## Imagini

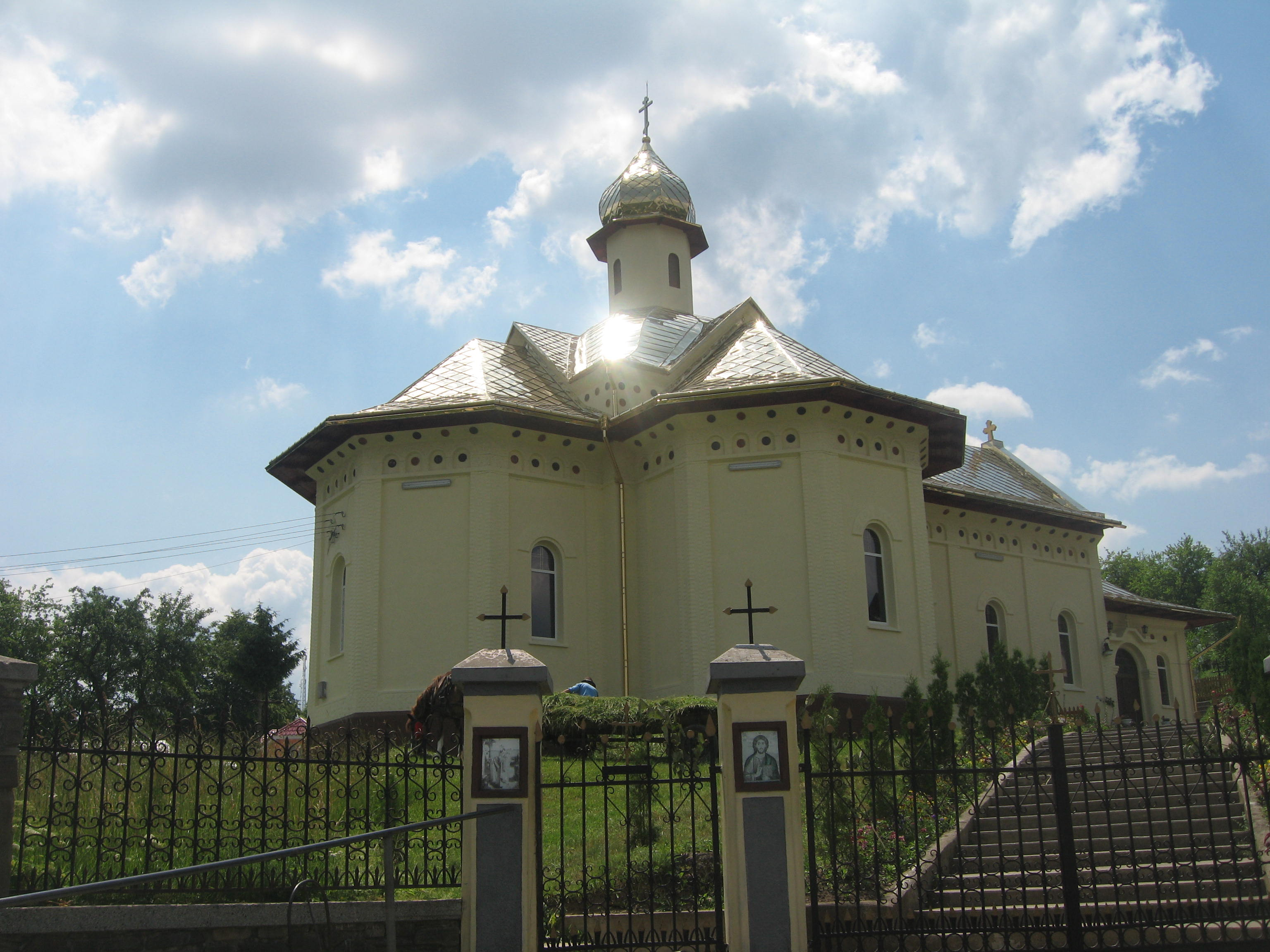
Biserica "Sf. Nicolae" văzută dinspre intrarea în cimitir
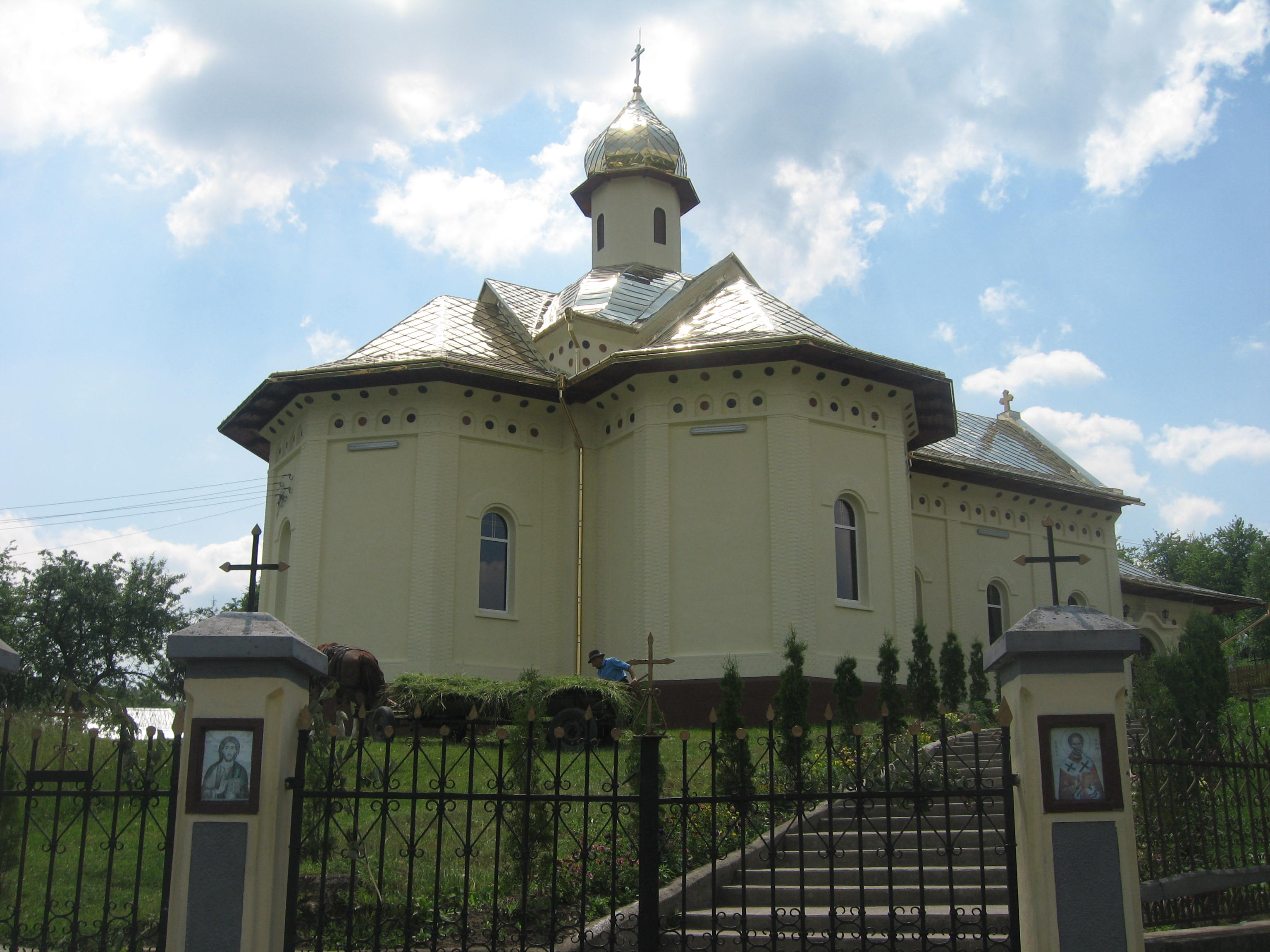
Biserica "Sf. Nicolae" văzută dinspre intrarea în cimitir
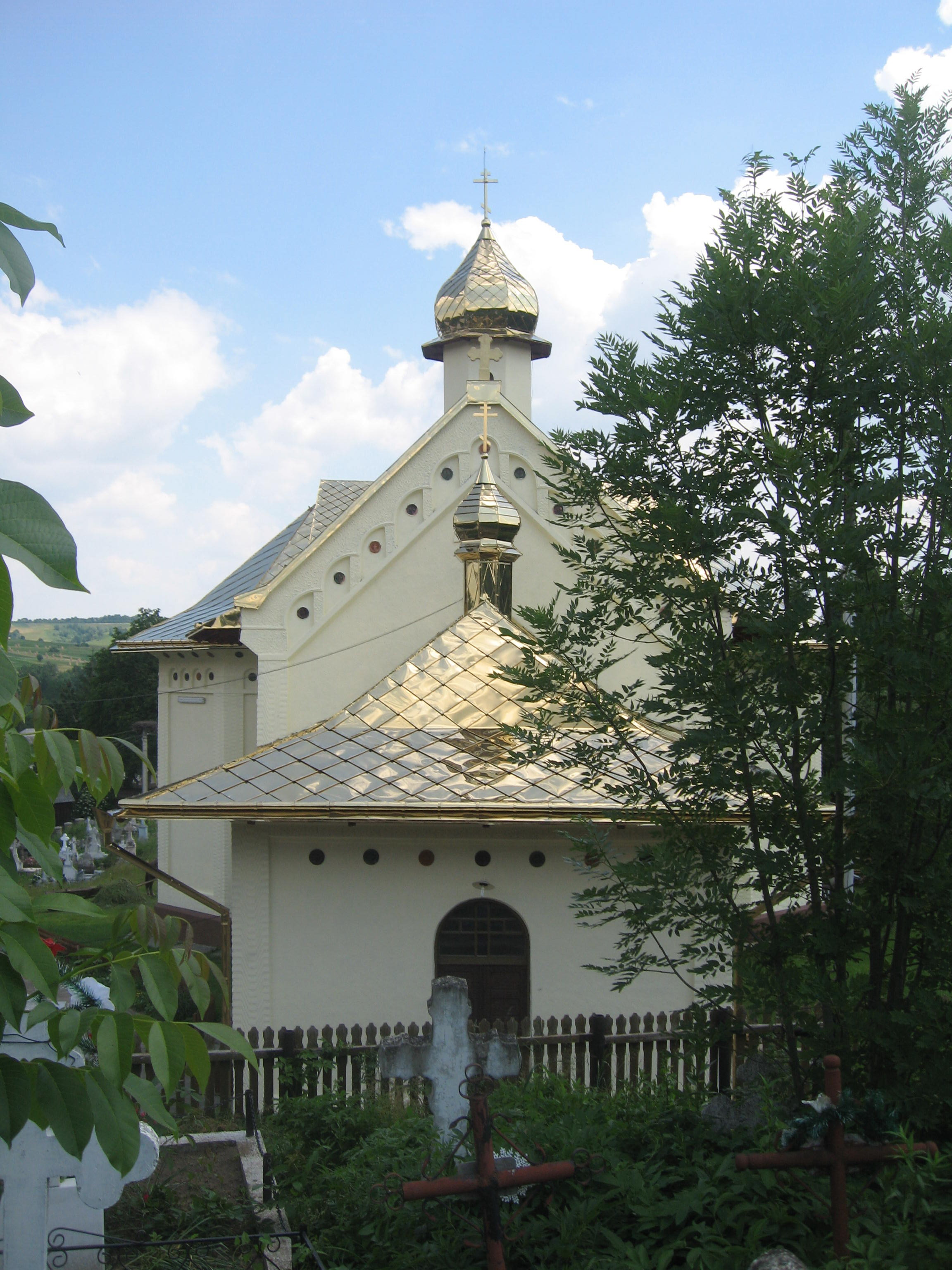
Latura vestică
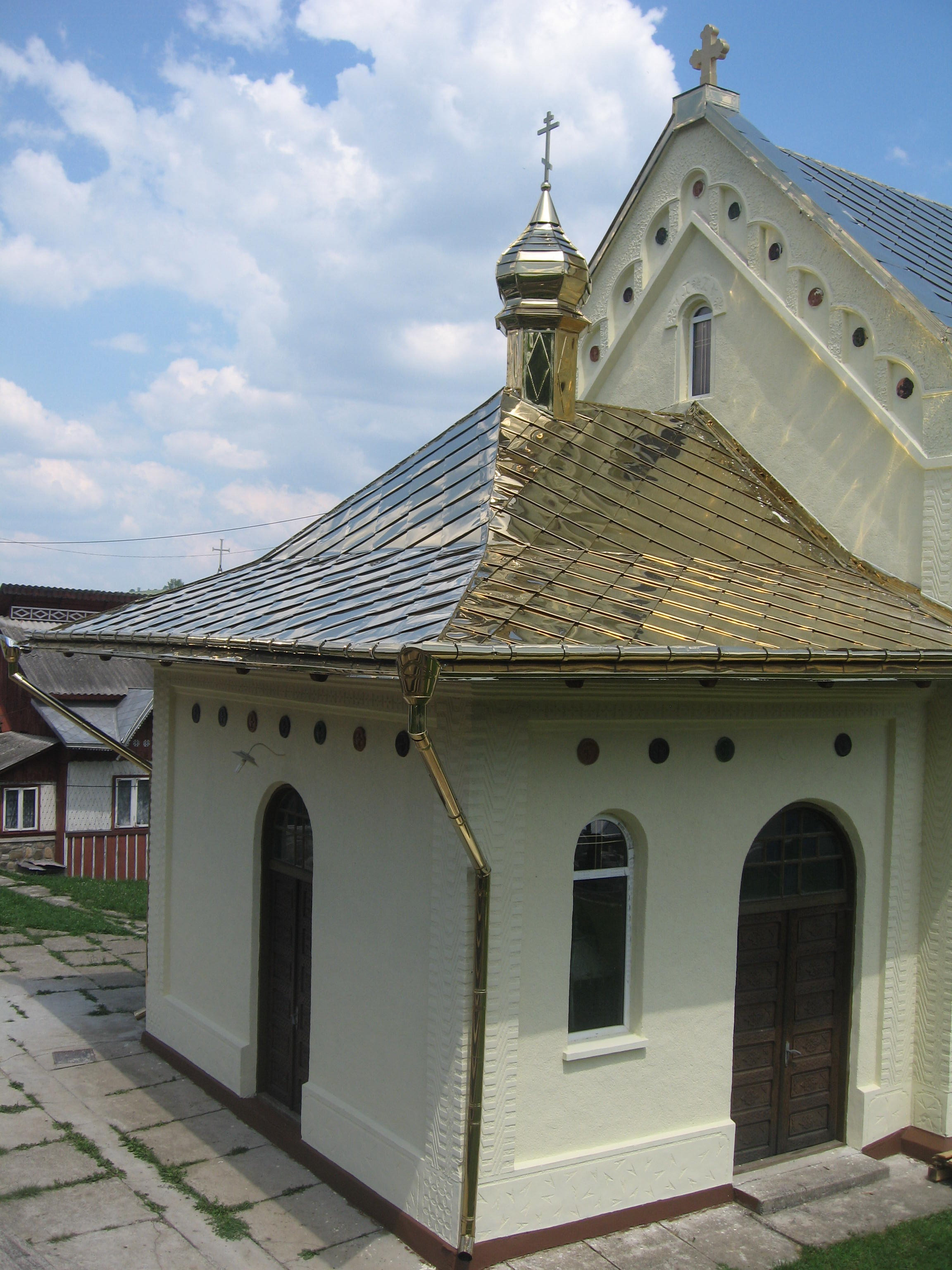
Pridvorul
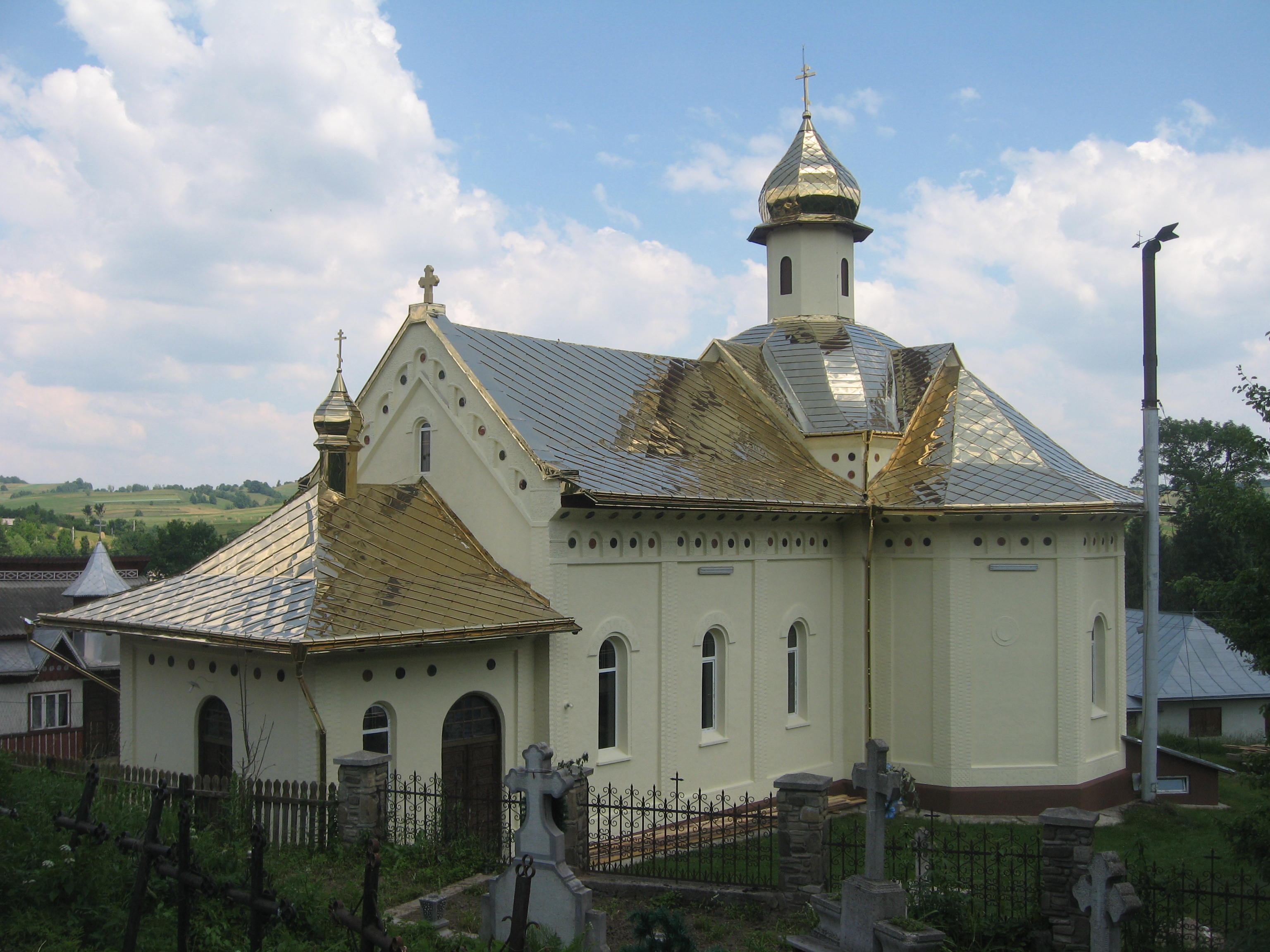
Vedere dinspre sud-vest
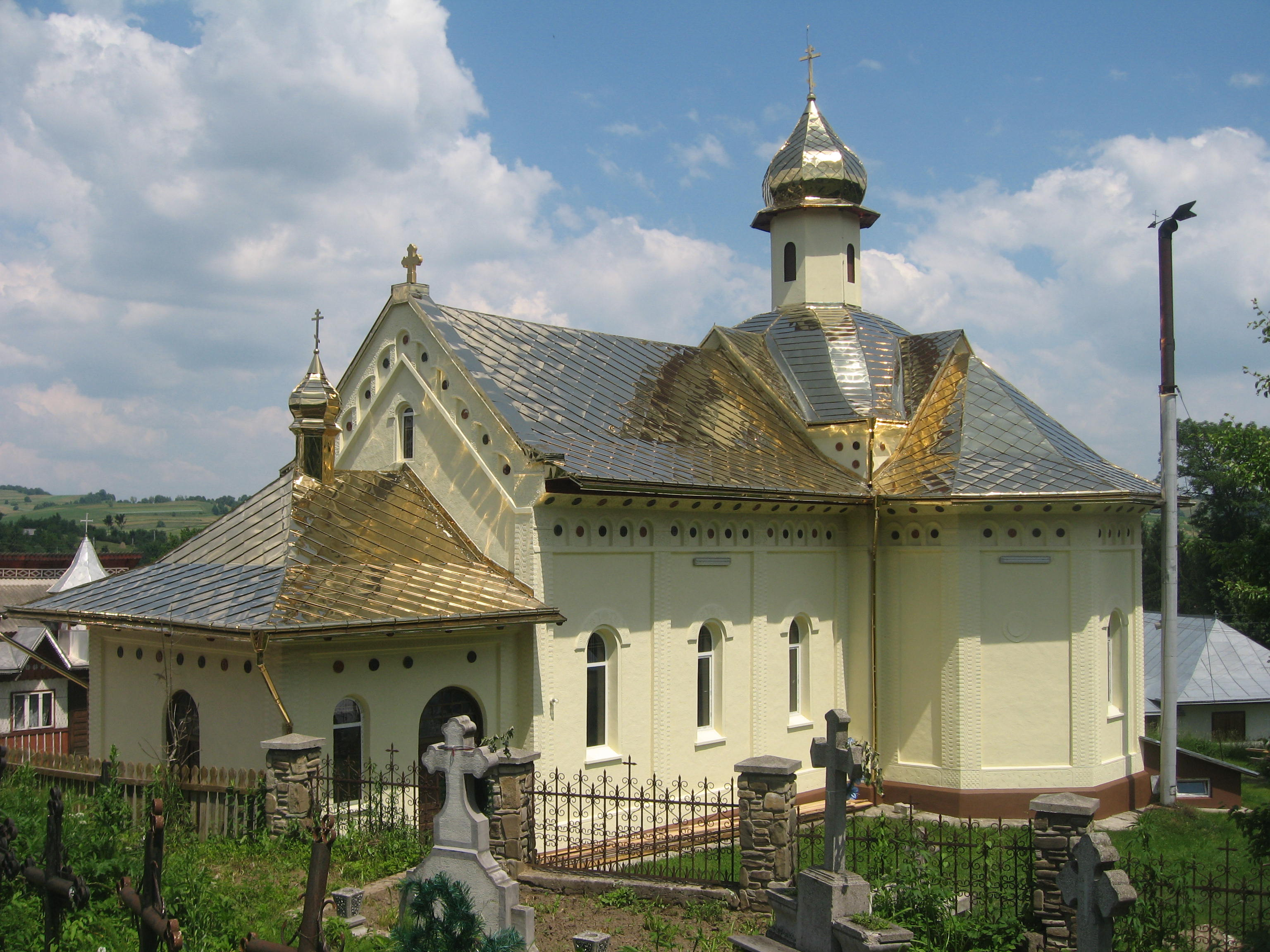
Vedere dinspre sud-vest
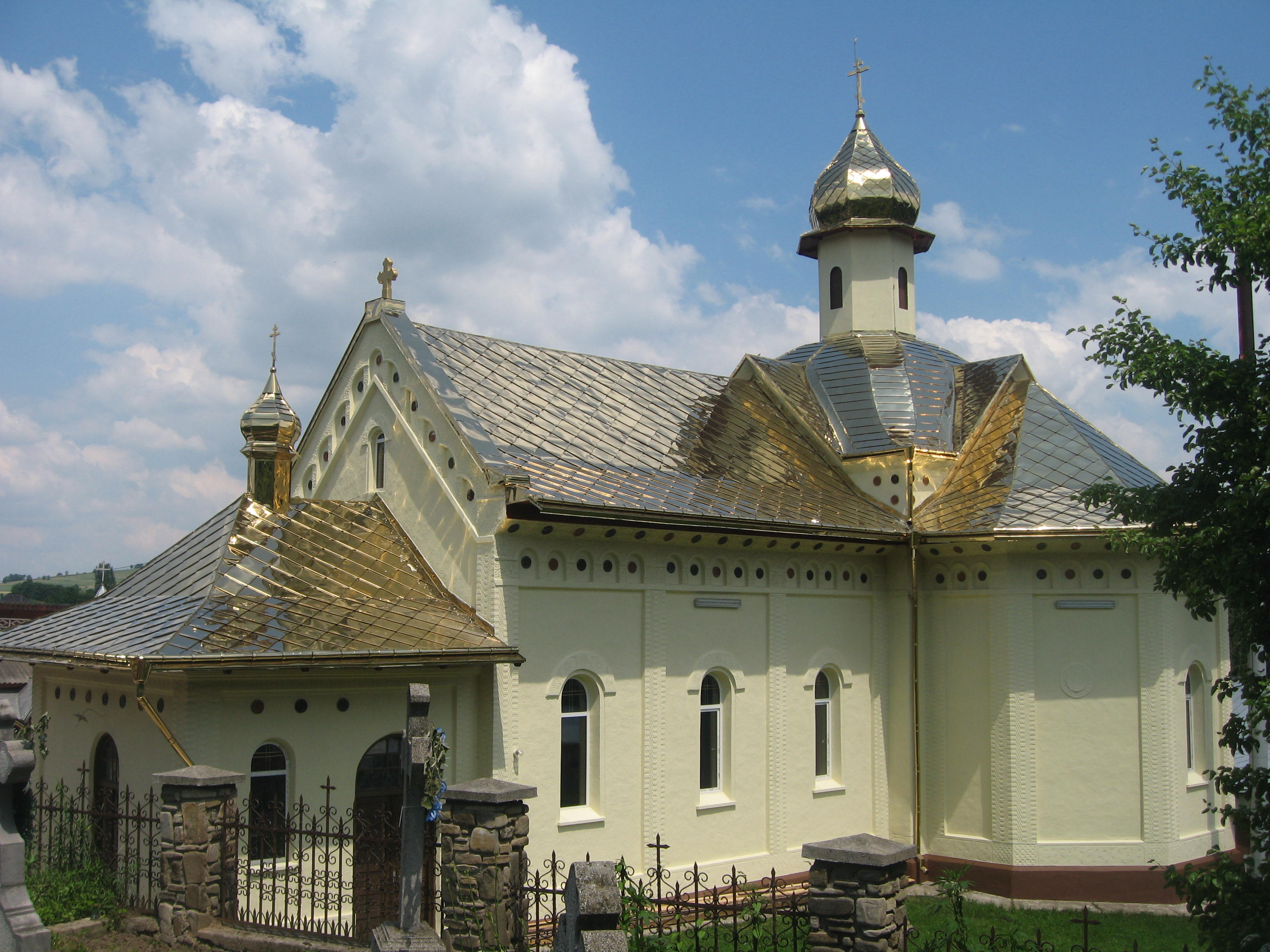
Vedere dinspre sud-vest
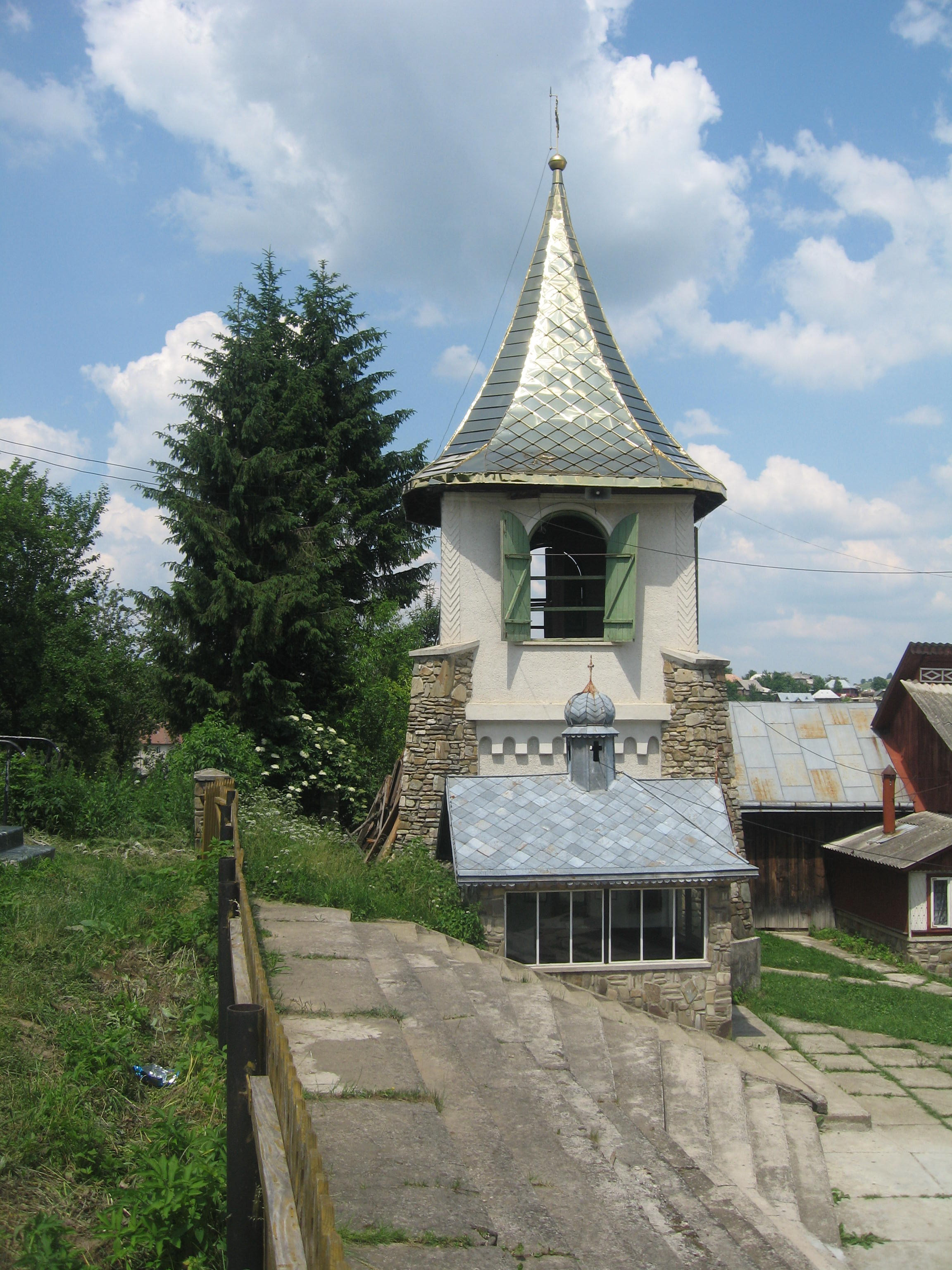
Turnul clopotniţă - latura sudică
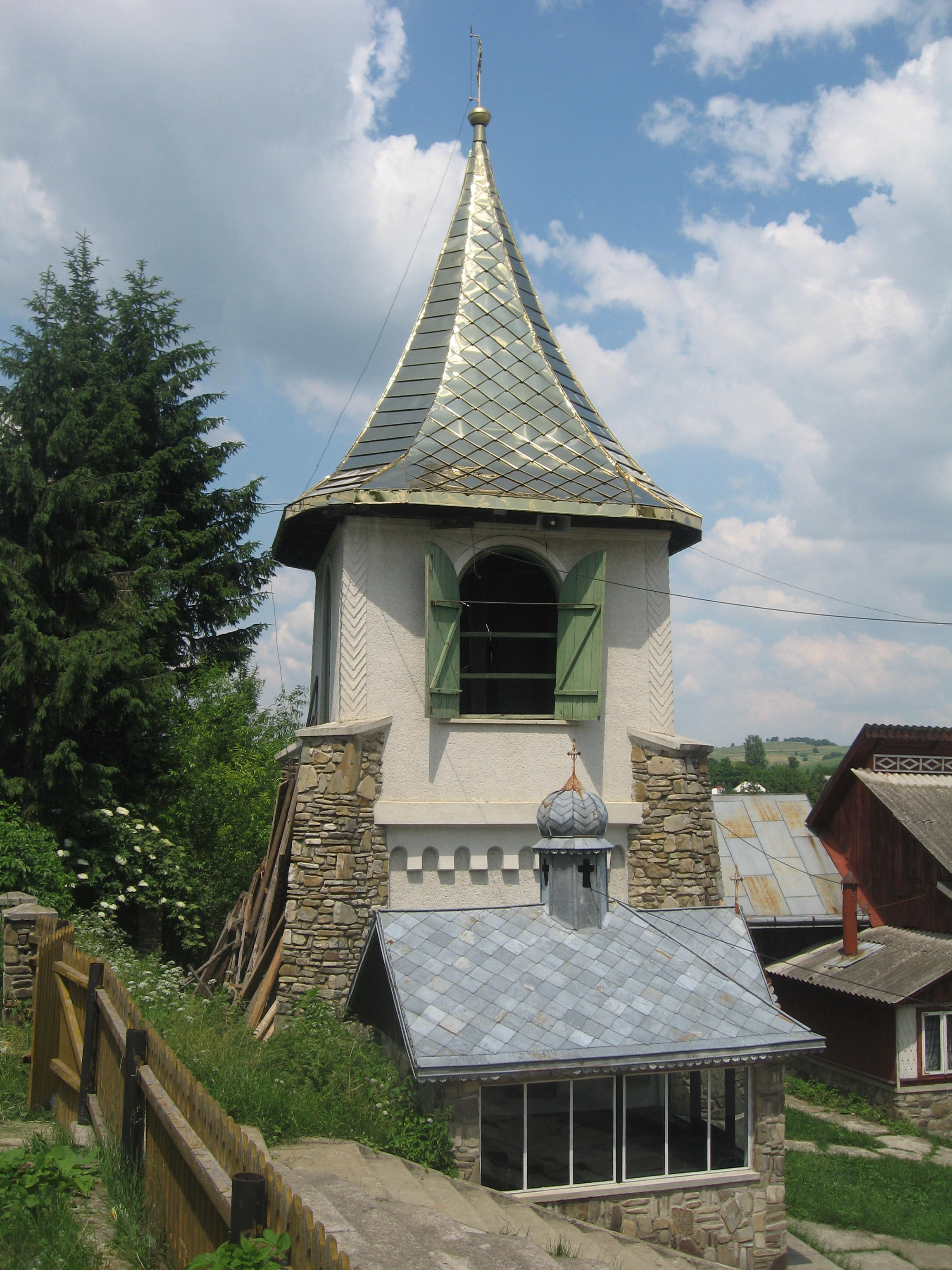
Turnul clopotniţă - latura sudică
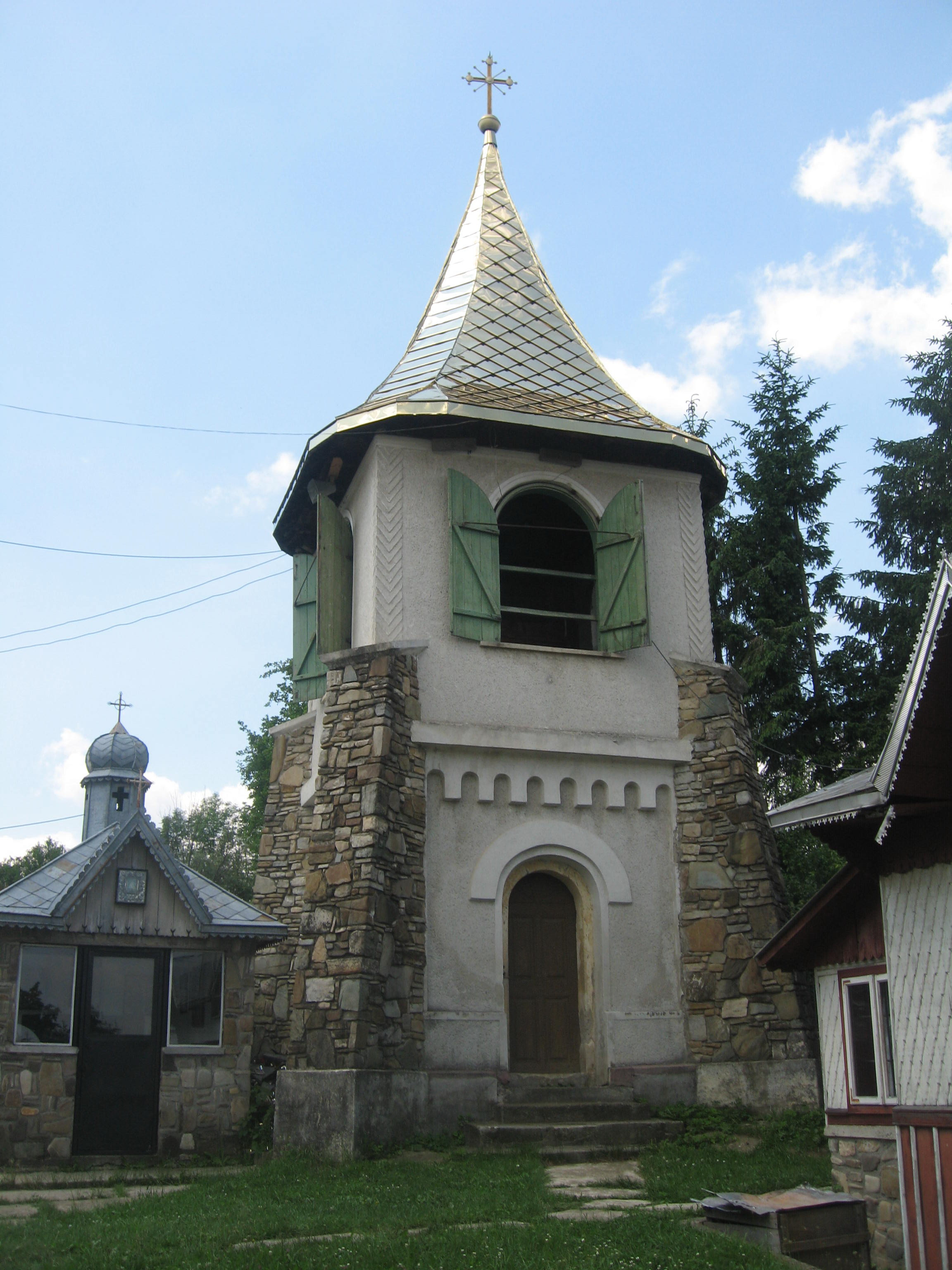
Turnul clopotniţă - latura estică